# Rottum (Groningue)
Pour les articles homonymes, voir Rottum.
Rottum (en groningois : Röttem ou Röppen) est un village néerlandais de la commune de Het Hogeland, situé dans la province de Groningue.

## Géographie
Le village est situé dans le nord de la commune, au sud d'Usquert. Il donne son nom aux îles de Rottumeroog et Rottumerplaat.

## Histoire
Rottum fait partie de la commune d'Eemsmond avant le 1er janvier 2019, quand celle-ci est supprimée et fusionnée avec Bedum, De Marne et Winsum pour former la nouvelle commune de Het Hogeland.

## Démographie
Au 1er janvier 2019, le village compte 90 habitants.